# مينترفولده
مينترفولده Menterwolde  بلدية هولندية تقع في الشمال الشرقي للبلاد بمقاطعة خرونينجن.

## طوبوغرافيا
خريطة هولندية طوبوغرافية لبلدية مينترفولده، يونيو 2015، (تقرأ بعد ثلاث نقرات على الخريطة)